# Мутанты Икс (телесериал)
«Мутанты Икс» (англ. Mutant X) — американский супергеройский сериал, стартовавший 6 октября 2001 года, создавался компанией Marvel Studios. В центре повествования — «Новые мутанты» («New Mutants»), сверхлюди, получившие сверхъестественные силы в результате генной инженерии. Несмотря на название, сериал не является экранизацией каких-либо комиксов о Людях Икс и существует в собственной вселенной, пронумерованной как Земля-704509 в книге Official Handbook of the Marvel Universe A to Z #5.
Выходил в эфир с 2001 по 2004 годы. Был закрыт на третьем сезоне из-за прекращения существования студии Fireworks Entertainment, в результате чего несколько сюжетных линий остались незакрытыми. В России сериал несколько раз был показан на телеканале Рен-ТВ.

## Общее описание
Сериал повествует о далёком будущем, где большой ряд людей с помощью генной инженерии наделили сверхспособностями. Сделала это корпорация «Геном Икс», желавшая создать идеальных суперсолдат. Но затем лидер проекта, Мэйсон Экхарт, решил уничтожить мутантов, считая их опасными для обычного человечества. Адам Кейн, главный биогенетик «Генома Икс», решил спасти мутантов, считая, что должен сберечь их как своих детей. В результате сформировалась команда «Мутанты Икс», призванная защитить других мутантов-изгоев от Экхарта и сражаться с «Геномом Икс». В неё вошли четверо молодых мутантов и сам Адам.

## Персонажи

### Мутанты Икс
- Адам Кейн (Джон Ши) — лидер, координатор и стратег «Мутантов Икс» (сам обычный человек). Когда-то работал на «Геном Икс» в качестве главного биогенетика. Очень умный человек, фактически заменяет «Мутантам Икс» отца. Создал особую систему, создающую в штабе команды голографическое изображение базы Экхарта, что позволяет команде готовить свои атаки на них. В финальной серии раскрывается, что Адам является клоном основателя тайной организации под названием Доминион.
- Бреннан Малврей (Виктор Вебстер) — парень, способный выпускать из рук электричество (электрический элементал). Всегда весёлый, типичный бабник. В бою — очень опасный противник. Любит книги. До вступления в команду был вором, но затем был на глазах у Эммы похищен Экхартом ради экспериментов; после спасения стал пятым членом команды. После «эволюции» получил способность совершать реактивные прыжки.
- Эмма Де Лауро (Лорен Ли Смит) — очень умная девушка, помогает Адаму в лаборатории с изучением генов. Псионик-телеэмпат: способна управлять чужими чувствами. Часто выступает как мозг команды. После «эволюции» получает мощные ментальные способности, включая управление мыслями и восприятием окружающих (в одной серии ей даже удалось заставить целую армию пройти мимо самолёта отряда). Изначально сопротивлялась вступлению в команду и даже принятию своей природы, но влюбилась в Бреннана и из-за этого смягчилась. В конце второго сезона погибает из-за Экхарта.
- Джесси Килмартин (Форбс Марч) — компьютерный гений, способный изменять плотность своего тела (фазировать, как говорят его товарищи по команде). Немного странный и жестокий, но внутри добрый, чувствительный и даже романтичный. Способен становится неосязаемым как призрак или твёрдым как скала (то есть Молекулярный Неосязаемо-Неуязвимый). «Призрачность» работает только секунд до 20-30, иначе Джесси необратимо растворится. Для увеличения плотности тела ему необходимо задержать дыхание — этим и ограничивается способность (то есть он возвращается к обычной плотности, когда опять начинает дышать). После «эволюции» получает способность изменять плотность других предметов (однажды ему даже удалось «фазировать» весь самолёт команды вместе с «экипажем», а в финальной серии он сделал сверхплотной всю команду).
- Шалимар Фокс (Виктория Пратт) — храбрая девушка, являющаяся чем-то средним между человеком и зверем. По классификации мутантов — Дикарь, скорее всего, Кошка. Обострены все чувства, сила, присутствует «животный магнетизм», она способна бегать и взбираться по отвесной стене и приземляется «на все четыре» с большой высоты. Всегда готова защитить других и всех, кого любит, но при этом боится огня. После «эволюции» получает гораздо более развитые инстинкты и рефлексы. Например, по её собственному выражению, у неё появляются «глаза на затылке». Неравнодушна к Джесси.
- Лекса Пирс (Карен Клиш) — мутант, её способности — становиться невидимой, ослеплять соперника и выпускать лазерные лучи. После того как Эмма умирает, а Адам инсценирует свою смерть и больше года скрывает от «Мутантов Икс» и от своих врагов тот факт, что он жив, Лекса становится членом команды. Ведёт список врагов, каждого из которых стремится уничтожить.

### Антагонисты
- Мэйсон Экхарт (Том МакКэмус) — основной антагонист сериала, бывший руководитель службы безопасности «Генома Икс». После его распада создал организацию «Агентство Генетической Безопасности» и занялся отловом всех мутантов, которых теперь считает угрозой. В то же время периодически он пытается изучать их гены в надежде найти «лекарство от мутации». В результате некой катастрофы, произошедшей в «Геноме Икс», сильно пострадало его тело и иммунная система, вследствие чего он вынужден носить парик, искусственную кожу лица и толстые перчатки. Во втором сезоне был обманут одним из своих сотрудников и помещён в криокапсулу, но впоследствии сумел сбежать. В отместку за свою вину в гибели Эммы был убит Бреннаном.
- Гэбриел Эшлок (Майкл Истон) — самый первый мутант «Генома Икс». Обладает способностями их всех, включая команду «Мутанты Икс». Страдает психопатией и в детстве в гневе убил своих родителей. Был помещён в криокапсулу для всеобщего блага, но во втором сезоне был освобождён предателем и начал мстить Адаму (который лично участвовал в его поимке) и Экхарту, узурпировав власть. Однако в то же время оказалось, что его гены повреждены, поэтому он медленно умирает. Исцелиться ему не удаётся, но его последователи смогли собрать его клон с аналогичными способностями, надеясь сделать из него второе пришествие Эшлока. Однако женщина-мутант, тоже вошедшая в число генетических основ ребёнка, забрала его себе с целью вырастить его хорошим человеком.

## Классификации новых мутантов
- Элементальные — новые мутанты со способностью вбирать, выбрасывать, проецировать или управлять различными видами энергии. Существует несколько типов Элементалов, включая Электрических, Тепловых (управляющих огнём или льдом), Звуковых, Химических (выделяющих химические составы, например, кислоты), Ботанических (управляющих растениями) и редких Геологических (управляющих землёй).
- Дикари — новые мутанты, чья ДНК состоит из комбинации человеческой и животной, что позволяет им использовать некоторые животные способности. Существует несколько типов Дикарей, включая Кошачьих, Медвежьих, Собачьих, Рептилиевых, Свиных, Бычьих, Оленьих, Земноводных, Рыбьих, Насекомообразных и Птичьих.
- Молекулярные — новые мутанты, способные манипулировать структурой и молекулярной плотностью своих тел. Некоторые Молекулярные обладают несколькими способностями. Молекулярные способности включают в себя Неосязаемость (способность проходить сквозь предметы), Неуязвимость (способность увеличивать плотность и становиться непробиваемым), Невидимость, Сверхскорость, Гравитативность (способность управлять притяжением), Хроматичность (способность управлять светом и менять свою окраску), Стазис (способность замедлять время), Репликация (способность копировать предметы), Эластичность (способность менять размер или форму тела), Телепортация (способность мгновенно перемещаться) и Регенерация (способность лечить любые раны и восстанавливать утраченные конечности).
- Псионики — новые мутанты с повышенными ментальными способностями. Существует несколько типов Псиоников, включая Телепатов (читающих мысли других), Телекинетиков (двигающих предметы силой мысли), Телеэмпатов (чувствующих и управляющих эмоциями других), Телекибергов (мысленно управляющих электронными устройствами), Предвидящих (получающих видения), Иллюзионистов (создающих и проецирующих иллюзии другим), Астралов (проецирующих своё сознание), Синтезаторов боли (проецирующие боль другим) и Мультиизмерительных (создающих измерения).

Некоторые чрезвычайно редкие новые мутанты обладали способностями нескольких классификаций. Новый мутант по имени Габриэль Эшлок был самым первым и самым мощным из новых мутантов. Он обладал способностями всех четырёх классов, из которых были показаны способность бросать сгустки энергии, сила Дикарей, Неосязаемость, Генерация силовых полей, Телепатия, Контроль разумов, Телекинез и Пси-удары.

## Конфликт с Fox
Компания 20th Century Fox в 2001 году попыталась подать в суд на создателей сериала за тот факт, что сериал был очень сильно похож на комиксы о Людях Икс, хотя он не являлся частью серии фильмов о них, а Fox имел на неё эксклюзивные права. Создатели подали ответный иск, опровергающий обвинения и просящий продолжить производство. Разрешение было получено с условием никак не опираться ни в создании, ни в рекламе на комиксы о Людях Икс.